# 翡翠台
翡翠台（英語：Jade）是香港電視廣播有限公司旗下的一條以粵語廣播為主的高清綜合頻道，於1967年11月19日正式啟播。大部份時間以粵語播放，其後在部份節目會利用麗音技術（模擬版本，至2020年11月30日為止）或多重AC-3位流（數碼版本）同時以其他語言同步播放。其節目包括新聞、電視劇、綜藝、動畫及時評訪談等多元化節目。據電視廣播有限公司之業務簡介，翡翠台以「無綫電視的旗艦中文頻道，為觀眾提供切合本地口味和喜好的本地製作電視劇、綜藝節目和豐富內容」作為定位。數碼版本的翡翠台於2013年3月18日凌晨3時起改以高清廣播，並於2016年2月22日起將該頻道可使用的頻寬增至最高10.5Mbps，把畫面質素提升至更佳的高清水平。
翡翠台的主要競爭對手為香港電視娛樂旗下的ViuTV及有線寬頻開電視旗下的HOY TV。

## 節目
翡翠台作為香港主要的中文綜合電視頻道，自開台以來一直播出不少影響香港流行文化的電視節目，也是香港流行文化的重要組成部份。2017年，翡翠台於黃金時段（星期一至日晚上6時正至深夜（翌日凌晨）1時正）的平均收視為20點，佔總電視頻道收視的67%，是香港最多人收看最受歡迎的電視頻道。
一般而言，休台時間為逢星期二凌晨（星期一深夜）5時正或之前的節目播放完畢後至上午6時正，期間會播放測色板。於2017年8月前，電子節目表及官方網頁上的節目表均不會顯示休台時段，並會將該段時間計入休台前節目長度內。農曆新年、聖誕節及除夕夜假期期間、天文台發出紅色或以上暴雨警告信號及天文台發出八號以上的熱帶氣旋警告信號則不會休台。直至2017年8月，官方網頁上的節目表開始顯示「是日播映完畢」，以顯示休台時段。
2012年起，翡翠台每年都會參與TVB Amazing Summer暑期節目宣傳活動，並播映相關推介節目。
2016年11月19日起，每日黃金時段節目在顯示片尾字幕時，會在畫面右上方顯示下一播映節目名稱，不配以人聲節目預告（新聞時段及特別直播節目除外）。
2021年11月8日起，由翡翠台播放之即日新聞節目片尾版權告示恢復1998年前的格式，即由上至下顯示立體台徽、中英文公司名稱及羅馬數字製作年份，而不包括沿用23年的無綫網址（及其後加入的myTV SUPER標誌），而該日起製作的非新聞節目亦然，但部分在此日之前製作的節目仍會保留下方無綫網址或myTV SUPER、big big channel標誌。

### 劇集
大多數收視率最高的電視節目發生在1980年代。播出時間每逢星期一至五黃金時段，翡翠台都會重點播映一套自製處境劇集及三套自製精選劇集（現時處境劇集每日播放），劇種多屬時裝劇、古裝劇、處境喜劇等，間中亦會播放熱門外購劇集（如內地劇和台劇，以古裝劇及少數民初劇、時裝劇為主），是普遍受香港人歡迎的節目。其中一些大製作的自製劇集如《大時代》、《天地豪情》、《創世紀》、《男親女愛》、《尋秦記》、《金枝慾孽》、《義不容情》、《我本善良》、《衝上雲霄》、《溏心風暴》、《巾幗梟雄》、《宮心計》系列、《公主嫁到》等皆曾創下高收視紀錄，在2005年初於翡翠台首播的外購韓劇《大長今》更創下全港歷來最高電視收視紀錄之一，最高收視率達50點（329萬觀眾），引起城中熱話，此外，《獵鯊行動》、《回到未嫁時》、《今生無悔》更創下和電視動畫一同播大結局先河。
於平日（星期一至五工作天）非黃金時段，翡翠台亦會安排重播以前的自製劇集。翡翠台的上午劇集時段曾於1995年11月6日起上午10:30開始，由1995年11月6日至2006年4月7日期間，在TVB經典台未啟播前，翡翠台已安排重播年代較久遠的自製劇集，現時上午10:30時段會重播曾在翡翠台黃金時段、J2或華語劇台播放過的外購劇集。2022年4月起，中午重播劇集時段改為逢星期一至五播出（不再只限於工作天才播出），減少因公眾假期而暫停播映。
2016年7月11日《使徒行者》重播開始，午夜重播年代較久遠的自製劇集及少數首播外購劇集及海外發行劇集更延伸至每日播放，亦於當日凌晨開始增設重播處境劇的時段，首套重播的是《皆大歡喜》。2019年4月重播的《法證先鋒II》更打破該時段最高收視記錄，第17集有9.7點收視。之後同時段重播的大部份劇集收視亦能保持在7點收視左右。2024年4月翡翠台於周日午夜時段重播逾半世紀歷史的《雙星報喜》，是近年來極為罕見之重播安排。
2019年4月，劇集《鐵探》再次引起煲劇熱潮，之後同時段播放的大部分劇集同樣很受歡迎（例如該年6月首播的《白色強人》、9月首播的《金宵大廈》及11月首播的《多功能老婆》）。2020年2月，劇集《法證先鋒IV》電視直播首集收視率達到33點（7天跨平台收視更高達37.1點），更是打破了2012年以來的首播收視記錄。

### 新聞及時事
翡翠台每日會播放一定時數的新聞節目，包括《香港早晨》（逢星期一至六）、《午間新聞》、《六點半新聞報道》、《晚間新聞》，以及於平日特定時間播放的《新聞提要》，提供即時本地及國際新聞。天氣方面，翡翠台於每日晚上播放兩節《天氣報告》，提供即時本地及世界各地天氣概況。財經方面，該台逢港股交易時段內播出數節《交易現場》，並於交易時段後播放《財經新聞》。若TVB Plus需直播體育或賽馬賽事且與日間財經節目播放時間有衝突，部份財經節目會改於翡翠台播出。
另外，翡翠台每週亦會播放由新聞部公共事務科製作的新聞時事節目，例如《新聞透視》、《財經透視》及《星期日檔案》。
2020年3月9日起，因應通訊事務管理局撤銷對免費電視必須播放香港電台節目規定，《六點半新聞報道》在星期一至五將會延長至1小時（連同天氣報告及五分鐘資訊節目）。
2022年4月1日起，無綫電視所有頻道停止播放《瞬間看地球》。

### 綜藝及資訊節目
翡翠台會於黃金時段播放多元化的自製綜藝及資訊節目，類型涵蓋生活、飲食、旅遊、遊戲、音樂、娛樂新聞、資訊、訪談等。綜藝節目多集中在星期日播放，於2019年8月開始綜藝節目亦於星期六播放，於2021年4月開始把星期六、日晚上黃金時段的節目冠名為「TVB超級綜藝」，集中播放一系列綜藝節目。
於逢星期三至六凌晨（逢星期二至五深夜）05:10-06:00時段，以及逢星期六、日的非黃金時段，翡翠台會安排重播以前的綜藝節目，另外於逢星期日的中午時段亦會安排重播以前的飲食或烹飪節目。

### 大型節目
翡翠台會每年舉辦《香港小姐競選》、《國際華裔小姐競選》及一系列慈善籌款節目。亦會不定期舉辦音樂比賽節目，包括《超級巨聲》及近年的《聲夢傳奇》、《中年好聲音》等。

### 動畫
翡翠台每天會播放若干時數的動畫，以符合通訊局對兒童節目時數的規限。該台播放的動畫絕大多數為日本動畫，亦有少數來自韓國、中國内地和歐美國家或地區的動畫作品，至於海外版及新馬版本翡翠台因版權問題，不會播映動畫片集。
2023年10月10日起，翡翠台新增青少年動畫時段，現時逢星期四、五17:20-17:50播出。
2023年12月4日起，因應節目安排調整，翡翠台取消星期一至五15:45-16:15動畫時段。
2025年6月9日起，翡翠台取消所有動畫時段的繁體/簡體中文字幕選擇。

### 體育
每逢一些大型的體育賽事，翡翠台會重點選擇部分熱門項目進行直播，如奧運、足球、龍舟、賽車等。至於海外版及新馬版本翡翠台因版權問題，不會播映體育節目。

### 電影
現時翡翠台於不定期的其中一個時段，播放一套港產電影及中國內地電影。

### 特定對象節目
按照本地免費電視節目服務牌照規定，翡翠台每週須播放針對特定對象的本地製作節目，包括婦女節目、青少年節目、長者節目。

### 香港電台中文版節目（1989年至2020年）
根據《廣播條例》中的免費電視服務牌照條件中規定，由1989年4月1日起，翡翠台須於每週播放最少3.5小時的港台電視節目，主要播放時段為星期一至五晚上6時正至晚上6時30分及星期日上午8時正至上午9時正。
2015年5月，無綫電視獲續牌12年後，通訊事務管理局給予無綫電視更大彈性，准許其將平日播放的港台節目重新編排在非黃金時段播放，在星期一至五的開播時間，可由晚上7時提前至最早晚上6時。撤銷限制後，無綫在2016年9月新季度把港台節目調出黃金時段播放，並同時取消直播《城市論壇》。無綫其後亦取消播放《左右紅藍綠》及《議事論事 - 議會新鮮人》。
無綫電視於2016年起，以香港電台已設有電視頻道為由，多次向政府提出要求停止播映香港電台電視節目，直至2020年3月4日獲政府宣布商營廣播機構可無須播映有關電視節目，次日翡翠台正式永久停播所有由香港電台製作的節目，3月5日至6日原有港台節目時段改為重播《採訪最前線》，3月8日起逢星期日原有港台節目時段改為重播自製資訊節目，3月9日起星期一至五原有港台節目時段則改為繼續播放中國電視劇《獨孤皇后》餘下集數，劇集播映完畢之後就正式取消劇集時段，並改由新聞及資訊部製作之外購的專題紀錄片取代（主要來自中國大陸的正面人文紀錄片，為配合新頻道TVB Plus之啟播，專題紀錄片時段已於2023年12月初開始取消，及改播原本由無綫財經 體育 資訊台播放之財經節目時間）。

### 其他
電視廣播有限公司與慈善機構和廣告商聯合製作的大型慈善節目、贊助節目和廣告雜誌，會定期安排於翡翠台週末時段播出（如《歡樂滿東華》、《博愛歡樂傳萬家》、《星光熠熠耀保良》、《善心滿載仁愛堂》等）。
2020年1月11日至9月12日、2021年3月27日，星期六黃金時段（20:30-22:30）會播放香港歌手曾舉辦過的演唱會，惟該些演唱會片段大多只提供標清畫質，以及因只編排兩小時播放時間的關係，通常無法播放足本演唱會片段，並會作出一定程度的刪減；如該時段作為星期一至五黃金時段播出之外購劇的延伸時段則會暫停播映演唱會。
另外，於逢星期一至六公眾假期的09:00-13:00亦會播放電影或卡通動畫劇場版（不會超過13:00的《午間新聞》時段）及重播綜藝節目，而原定的重播劇集及財經節目則會暫停播映。如節日有賽事（例如端午節的龍舟競渡）翡翠台也會提供直播。
而在發出八號或以上熱帶氣旋警告信號時，翡翠台亦會臨時安排於當日上午延長《香港早晨》至09:30、重播綜藝節目、外購電影或自製微電影，而暫停原定重播劇集及財經節目，方便於每小時的00/15/30/45分加插播風暴消息。

## 廣播格式

### 數碼版
H.264格式，寬高比16:9，DTMB制式，音效以杜比數碼AC3編碼，一般傳送三條AC-3位流，其中兩條位流為雙聲道；第三條位流為5.1聲道（2016年3月8日起提供），可提供環迴立體聲效果。
2012年9月，通訊事務管理局批准修訂《電視通用業務守則－技術標準》，允許無綫電視與亞洲電視於10月下旬將4條數碼同步廣播頻道（翡翠台、明珠台、本港台、國際台）的視訊編碼由MPEG-2轉為H.264。數碼翡翠台於2012年10月28日凌晨02:50起正式改以H.264格式廣播，解像度維持不變。
2013年3月1日起，數碼翡翠台的頻寬由4.5MBIT增加至5.3MBIT，並且於2013年3月18日凌晨03:00起正式改以高清格式廣播，屬無綫5個數碼頻道中最遲更換高清格式的一個。而這也標誌著無綫其時所有的免費數碼頻道都以高清格式廣播。而頻道識別、雙語廣播、家長指引、成年觀眾、自選字幕功能、紫色“HD”標誌（此標誌於2014年6月2日起不再顯示）、稍後播映（此標誌於2016年11月19日起顯示）、Big Big fun（前身TVB fun）、氣象警告等標誌、每天06:00-09:00在節目播放期間顯示的時間/天氣欄（2014年10月14日起）、每節節目預告顯示的時間/天氣欄（2016年11月19日起）以及香港電台台徽（2017年4月3日起）亦與數碼明珠台一樣不再遷就4:3安全區。同時，數碼翡翠台與數碼明珠台改以可變位元速率（VBR）實時編碼以更有效地利用頻寬。
2015年7月，TVB表示獲通訊事務管理局批准，於2016年2月22日將數碼廣播的明珠台從多頻網改調至單頻網廣播，以騰出頻寬提升翡翠台畫質並還原原屬亞洲電視的多頻網頻寬。當日起翡翠台繼續沿用多頻網廣播，並將可使用的頻寬增至9.3-10.5Mbps，成為無綫電視各數碼頻道中頻寬最高的一條頻道，因此畫面質素會提升至更佳高清水平。
2016年2月22日無綫更新頻道安排後，由當日至同年3月31日期間，數碼翡翠台原有頻道識別的左下角在播放高清製作節目時會加上「HD」字樣，而播放標清節目或插播《超級勁歌推介》時則只顯示原有「翡翠台」標誌，有關安排直至2016年4月1日結束。
數碼翡翠台與數碼地面電視頻道99台ViuTV及96台ViuTVsix原本共同採用頻率因地區而變的多頻網廣播。而根據通訊事務管理局作出的安排，數碼翡翠台與數碼地面電視頻道99台ViuTV及96台ViuTVsix於2021年4月1日起採用亞洲電視停播後騰出的單頻網數碼頻譜與原有的多頻網數碼頻譜進行同步廣播，並於2021年11月30日深夜11時59分起終止原有的多頻網廣播。

### 模擬版（已停止廣播）
576i，畫面寬高比4:3，PAL制式，音效以麗音編碼，並同時用FM調頻傳送，最多可傳送三聲道。
行政會議已於2019年1月29日決定，香港模擬電視服務於2020年11月30日晚上11時59分59秒停播。
從2020年9月29日開始，模擬翡翠台開始在熒幕左上方顯示全面數碼電視廣播的提示和距離模擬電視訊號停播的倒數天數，如果當前節目是以4:3全熒幕播出（例如交易現場、深港滬通以及重播以4:3製作的舊劇集）的話則不會顯示全面數碼電視廣播的提示和距離模擬電視訊號停播的倒數天數。而在2020年11月開始，會在倒數天數的右側加上“請轉看本台數碼頻道！”的標語（如當前節目是以4:3全熒幕播出的話則不顯示該標語）。
當模擬翡翠台播出黃金時段節目的時候，全面數碼電視廣播的提示和距離模擬電視訊號停播的倒數天數會移動到台標左側，在2020年11月的時候除了將提示和倒數天數移動到台標左側以外，還會取消顯示呼籲觀眾轉為收看數碼頻道81台的標語，以便有足夠的空間來顯示雙語廣播、家長指引、資訊列和當前節目名稱以及下一節目提示。
當模擬翡翠台在早上6至9點播出節目的時候，時間/天氣資訊列會放在全面數碼電視廣播的提示和距離模擬電視訊號停播的倒數天數下方。
如當時天文台發出惡劣天氣警告，相關警告顯示在全面數碼電視廣播的提示和距離模擬電視訊號停播的倒數天數下方。
若非黃金時段裡當前節目有雙語廣播和家長指引的話，則會先在左上角顯示雙語廣播的提示圖案和家長指引，然後才會在左上角顯示全面數碼電視廣播的提示和距離模擬電視訊號停播的倒數天數。
2020年11月24日收播時段內的清晨5時11分，模擬翡翠台在播放舊版檢驗圖後測試停播模擬電視，歷時約十餘秒。這次亦是翡翠台最後一次播放飛利浦PM5544格式的檢驗圖。
2020年11月30日香港時間23時56分左右，翡翠台模擬頻道開始在熒幕最下方顯示「模擬電視廣播將於今晚23:59終止，請轉往數碼頻道81台繼續收看翡翠台節目」的滾動提示。2020年11月30日香港時間23時59分20秒，模擬翡翠台停止顯示呼籲觀眾轉為收看數碼頻道81台之標語及倒數提示，並於10秒後停止顯示翡翠台台徽，至23時59分40秒，電視台播出「模擬電視廣播終止」的文字提示短片，而報幕員麥劍秋亦以粵語讀出「模擬電視廣播……將於今晚11點59分終止，請轉往數碼頻道81台……繼續收看翡翠台節目。」之語句。至23時59分56秒，翡翠台模擬頻道之螢幕畫面逐漸變暗，電視台亦於23時59分59秒起停止向慈雲山電視發射站發送模擬頻道廣播訊號。在踏入香港時間12月1日0時0分0秒後，無綫電視及香港電台的職員均隨即按鍵中止模擬電視廣播訊號，意味香港全面進入數碼電視廣播時代。
| 發射站                                                                      | 頻段 | 頻道     |
| --------------------------------------------------------------------------- | ---- | -------- |
| 慈雲山（主）                                                                | UHF  | 第21頻道 |
| 將軍澳村、虎地、元朗374山                                                   | UHF  | 第22頻道 |
| 西貢對面海                                                                  | UHF  | 第24頻道 |
| 荃灣、坑口村、中西區、元朗新時代廣場                                        | UHF  | 第26頻道 |
| 九華徑、大埔泮涌村、鴨脷洲及香港仔                                          | UHF  | 第28頻道 |
| 藍地、長洲                                                                  | UHF  | 第32頻道 |
| 金山、南朗山、砵甸乍山、康樂園、大澳、薄扶林                                | UHF  | 第33頻道 |
| 青山、飛鵝山、赤柱、石壁                                                    | UHF  | 第34頻道 |
| 茶果嶺、元朗龍田村                                                          | UHF  | 第36頻道 |
| 營盤、屯門                                                                  | UHF  | 第39頻道 |
| 深井                                                                        | UHF  | 第41頻道 |
| 東涌                                                                        | UHF  | 第45頻道 |
| 柴灣、聶高信山、紅花嶺、筆架山、大嶼山275山、上洋山、元朗297山、大欖涌141山 | UHF  | 第48頻道 |
| 九龍坑山、南丫島、琵琶山、照鏡環山、橫洲、石崗、大埔仔、沙頭角消防局        | UHF  | 第49頻道 |
| 葵涌大白田                                                                  | UHF  | 第51頻道 |
| 青衣                                                                        | UHF  | 第57頻道 |

來源：香港電視廣播服務頻率表 （页面存档备份，存于）

#### 模擬版翡翠台最後一天節目表
因應香港模擬電視廣播於2020年12月1日凌晨起正式終止廣播，以下為模擬版翡翠台最後一天廣播（2020年11月30日）的時間表：
| 2020年11月30日    | 2020年11月30日                     |
| 播出時間          | 節目名稱                           |
| ----------------- | ---------------------------------- |
| 00:00-00:55       | 最美麗的第七天 第13集              |
| 00:55-01:05       | 宣傳易                             |
| 01:05-01:35       | 同事三分親 第79集                  |
| 01:35-01:45       | 宣傳易                             |
| 01:45-02:15       | 東張西望                           |
| 02:15-04:05       | 微微一笑很傾城 第16-17集           |
| 04:05-06:00       | 冰封俠 重生之門                    |
| 06:00-08:55       | 香港早晨                           |
| 08:55-09:00       | 瞬間看地球                         |
| 09:00-09:30       | 交易現場                           |
| 09:30-09:45       | 深港滬通                           |
| 09:45-09:50       | 超級勁歌推介                       |
| 09:50-10:00       | 快樂長門人                         |
| 10:00-10:30       | 真情 第440集                       |
| 10:30-11:30       | 秦時麗人明月心 第45集              |
| 11:30-11:35       | 宣傳易 及 新聞提要                 |
| 11:35-11:45       | 交易現場                           |
| 11:45-12:40       | BB來了 第19集                      |
| 12:40-12:45       | 宣傳易                             |
| 12:45-13:00       | 交易現場                           |
| 13:00-13:15       | 午間新聞                           |
| 13:15-13:20       | 瞬間看地球 及 國安有法 香港安穩    |
| 13:20-14:05       | 流行都市                           |
| 14:05-14:10       | 歡樂滿東華2020前奏                 |
| 14:10-14:35       | 姊妹淘                             |
| 14:35-14:40       | 宣傳易                             |
| 14:40-14:45       | 交易現場 及 深港滬通               |
| 14:45-15:45       | 來自喵喵星的妳 第27集              |
| 15:45-16:15       | 每日媽媽 及 交易現場               |
| 16:15-16:50       | 四月是你的謊言                     |
| 16:50-17:20       | Think Big天地                      |
| 17:20-17:50       | 多啦A夢                            |
| 17:50-17:55       | 財經新聞                           |
| 17:55-18:30       | 抗美援朝保家衛國 及 新聞檔案       |
| 18:30-19:20       | 六點半新聞報道                     |
| 19:20-19:25       | 世界觀                             |
| 19:25-19:30       | 天氣報告 及 與時代共舞             |
| 19:30-20:00       | 東張西望 及 國安有法 香港安穩      |
| 20:00-20:30       | 愛．回家之開心速遞 第1075集        |
| 20:30-21:30       | 使徒行者3 第15集                   |
| 21:30-22:30       | 踩過界II 第10集                    |
| 22:30-23:00       | 鼎爺做節攻略 及 環球新聞檔案       |
| 23:00-23:30       | 晚間新聞                           |
| 23:30-23:35       | 與時代共舞 及 新聞檔案             |
| 23:35-23:40       | 天氣報告                           |
| 23:40-23:45       | 瞬間看地球                         |
| 23:45-23:50       | 娛樂頭條                           |
| 23:50-23:59:40    | 最美麗的第七天 第14集（不完整）    |
| 23:59:41-23:59:59 | 告別卡（提示觀眾轉往數碼電視81台） |
| 23:59:59          | 雪花雜訊                           |
| 00:00:00之後      | 訊號正式中斷                       |

## 台徽
1993年及之前，翡翠台只會在節目間歇性於畫面左下方顯示無綫電視商標，不顯示頻道名稱。
1994年1月1日起，改為於畫面右上角長期顯示彩色台徽（新聞時段則顯示在右下角，廣告時間不顯示），以公司商標再加手寫「翡翠台」三字作為台徽，並在節目開始時會以動畫方式顯示台徽。
1994年1月31日起，改為使用純白色的台徽，並把無綫電視標的圓形的三原色去掉，將三原色改為完全透明，再在下方加上新綜藝體字型的「翡翠台」字樣。但早期此台徽的顯示並不是很穩定，有時不播放台徽的動畫就直接彈出台徽，或者節目開始一小段時間後才顯示台徽，偶爾也會把台徽顯示於左上角，後來已經有所改善。
2002年9月1日對台徽做出微調，將原有台徽改為半透明，台徽的顯示動畫亦有微調。而台徽呼號畫面亦從2001年12月31日起不再呼喊「無綫電視翡翠台」，最後一位負責呼喊的是時任報幕員，藝名羅山的羅榮焜。在此之前，翡翠台的節目預告在顯示的時候左下角會附上三色台徽，之後播出節目預告的時候三色台徽不會在左下角顯示。
2005年11月19日18:45起使用彩色台徽，而「翡翠台」字樣則改為在無綫商標的右邊並以同一橫排顯示。啟用初期字樣較大，後來經過微調後，到同年11月23日基本定型。
2007年，數碼翡翠台訊號開播，翡翠台數碼和模擬信號同步廣播，數碼翡翠台台標樣式和模擬版本相同，置於4:3安全框以內。
2008年8月8日至8月24日，因應北京奧運，翡翠台台徽的前方加上北京奧運徽號。
2013年，翡翠台數碼訊號改為高清，台標位置及樣式亦有變化。台標脫離4:3安全區，台標樣式相比模擬版本更加有光澤，模擬版本的台標颜色在13年也有稍微改變。
2015年，數碼翡翠台台標位置向右上角微調，大小比先前台標略小，模擬版本台標仍不變。
2016年2月22日至4月1日，翡翠台台徽的左下方加上HD提示，惟在播放標清節目時不會顯示（僅數碼版）。
2018年起，伴隨其他頻道，畫面右上角的台徽在新春期間會改為使用賀年台徽（在台徽四周加上一些中國特色的新年裝飾）。在黃金時段myTV SUPER直播的翡翠台在被切換為分途訊號時顯示的台徽則仍會顯示平時樣式的台徽。
2023年1月1日起，數碼翡翠台台標動畫變成有一團金絲圍繞後才出現，TVB標誌和翡翠台字眼亦比之前更加明亮，而翡翠台字眼亦正式置中。
播放部份外購節目及體育賽事期間，由於內容提供者可能會在右上角會分別顯示節目名稱（台灣節目居多）或計分牌，為避免與台徽重疊而影響觀眾觀看，這情況下台徽會暫時改為在左上角顯示。
在黃金時段，myTV SUPER直播的翡翠台在被切換為分途訊號期間，台徽色澤會顯得較亮且透明度較低（新聞時段除外）。
此外，當重大災難性事件發生或重要人物逝世後，翡翠台台徽會暫時灰階化作哀悼，包括2008年5月19日至21日（汶川大地震全國哀悼日）、2010年8月26日中午至27日凌晨（馬尼拉人質事件全港哀悼日）、2012年10月2日下午至10月4日（哀悼南丫海難死難者）、2014年1月7日19:00-19:30（特備節目《邵逸夫爵士逝世特輯》節目期間，哀悼邵逸夫逝世）、2022年11月30日晚上至12月7日凌晨（哀悼江澤民逝世）。

### 片尾台徽版權告示
自翡翠台在1971年的《歡樂今宵》起進行彩色畫面廣播後（縱使無綫在啟播當日就已經播放外國彩色節目），每當自家製作節目結束時片尾會出現「電視廣播有限公司彩色製作」字樣。到了1980年3月起，開始顯示台徽及版權告示，由上而下的格式為台徽、阿拉伯數字製作年份（1980）及「電視廣播有限公司」八字。不過相關格式持續不足一月，到3月尾格式再改為台徽、「電視廣播有限公司」中文八字及羅馬數字製作年份（如MCMLXXX，居中或者右下角显示）。當年播放的知名電視劇《上海灘》及《風雲》，均見證了當年的片尾變動。直至1998年6月左右才在下方再加上無綫互聯網網址，早期的無綫網址為「www.tvb.com.hk」，後來在2000年中期刪除.hk域名，其後又加入myTV SUPER及big big channel標誌（或無綫新聞專屬網址，播放新聞及資訊部製作之節目時使用），最終到2021年11月8日正式取消，只保留台徽、中英文公司名稱及羅馬數字製作年份。而明珠台的显示格式与翡翠台大致相仿，惟中文字“电视广播有限公司”改为英文“Television Broadcasts Limited"。在1994年迁至清水灣電視城前，版权告示通常以单色显示，台标不设三原色。自1994年后，部分节目开始显示彩色版权告示。在播放新闻部制作的节目时，会先出现“新闻及资讯部制作”或者“TVB News Production”之后，再显示电视台版权告示。

## 節目預告
節目預告中通常會在畫面上角附上當日實時天氣（包括温度及濕度）和現時的時間（天氣在左，時間在右，2021年元旦以前還附有人聲報幕（主要為麥劍秋）。
1992年前的節目預告的特色為：
- 报幕格式通常为“xxx（节目名）即将播映”且偏口语化。
- 1983年或以前的節目預告是靜態圖卡搭配人聲報幕，每張圖卡隨節目而變。此類圖卡到1983年後都間歇使用，尤其在深夜時段，直到90年代後期才逐漸消失。
- 1983年至1986年初的節目預告會以動畫顯示，而且隔數個月更換另一動畫，初時僅顯示當日星期及節目名稱，其後變成先日子及星期，後顯示左下角台徽及節目名稱。
- 1986年初至1988年初的節目預告會是實境拍攝的枱面，枱面上會附上當日日期，如播放節目的時間為白天背景為白光，而播放時間為夜晚背景會轉暗並會開枱燈。1986年12月8日起，加入天氣及時間資訊列。1988年初至1989年改為電腦動畫背景顯示，背景主題會隔幾個月更換。
- 1989年4月3日至12月31日底期間的節目預告為配上幽默的漫畫式動畫，而日期則會在預告節目片段完結前顯示。
- 1990-1991年期間除去了漫畫式動畫，改為與台徽呼喚互相呼應的背景，但日期依然會在預告節目片段完結前顯示。
- 另外1992年前預告的節目名稱會跟隨該節目設計的字體顯示[21]。

1992年後的改革如下：
- 报幕格式逐渐统一为“xxx（节目名）即将播映”并去掉口语化的表述。2000年后改为“跟著落嚟系播映/跟著播映嘅系xxxx（节目名）”，如該節目是港台節目，會讀出“港台製作嘅xxxx（节目名）”，2016年之后简化为：“跟著系xxxx”，同期也存在“喺稍后请收睇xxxx”的报幕格式。
- 1992年起節目預告的畫面同樣為與台徽呼喚相呼應的背景，但節目名稱與日期會同時顯示並且字體格式統一。
- 2003年9月21日起時間格式由12小時改為24小時，文字進入方式亦有更改，且文字不再在最後一兩秒消失。
- 2005年11月19日起實時天氣增加由天文台提供的當日最高及最低溫度，同時當日日期會與天氣及時間集中在左上角的框框內。
- 2013年起會加上第二日的天氣預告。

另外在2002年前節目預告的片段左下角會顯示無綫的三色台徽，但在2002年起片段不會再顯示三色台徽（2004年至2006年以動畫形式顯示，但該台徽實際為背景的一部分）。
2021年1月1日起，翡翠台的預告畫面作出了微調，但所有節目預告取消持續約40年的人聲報幕，此安排跟無綫財經 體育 資訊台及J2相同。同時麥劍秋離開無綫，不再報幕。
2023年1月1日起，翡翠台推出新預告畫面，資訊框由藍色變成灰色，而且左右旁邊和明天天氣畫上了樓梯，而背景亦與翡翠台播放節目前識別動畫的設計一致。
此後在節目全部播映完畢後顯示畫面由「節目全部播映完畢 （該節目名） （隨後過渡顯示接檔節目名）」或「節目預告（顯示接檔節目名）」，改為「本節目全部播映完畢 明日（下星期）請收看 （同時顯示接檔節目名）」或「本節目全部播映完畢 多謝收看」，並不設人聲報幕（暫停播映提示畫面和節目調動提示畫面同理）。
（特例1：2020東京奧運開幕前，部分節目暫停播映提示畫面特別配有陳欣的人聲報幕：「XXX 明日（下星期）起暫停，8月X日同樣時間再見」。）
（特例2：《萬千星輝賀台慶2021》結束後，出現一則特別節目預告（《台慶專賣場》於《瞬間看地球》後播出），仍由麥劍秋進行報幕。）

### 黃金時段的節目預告
- 在黃金時段內（現時通常為逢星期一至五19:30-23:15及星期六、日19:00-23:15），如果節目播映完畢到了片尾字幕畫面後，旁白會朗讀「稍後請收睇XXX」預告下一個節目，如果下一個節目是電視劇的最後一集，旁白會多說「大結局」三個字，而且黃金時段內不會出現節目預告畫面。2016年11月19日起黃金時段改為左上角顯示「稍後播映」下一個/兩個節目，不會由旁白宣佈，也不會再出現節目預告畫面（除部分節目如踩過界II等；如有現場直播節目完結後也會增設節目預告畫面）。

2020年1月起，逢星期一至五20:30時段的劇集在播出前在廣告時段會提示「廣告後播映」及節目預告。同年9月起逢星期一至五20:30/21:30時段的劇集（中國電視劇/部分劇集除外，如堅離地愛堅離地）及同年10月中旬起逢星期一至五22:30時段的綜藝節目亦增設相關提示（但只有部分綜藝節目有）。不過此安排自踏入2021年後已經不再使用。

## 資訊列

### 天氣及時間資訊列
現時天氣及時間資訊列會在每日06:00-09:00節目（逢星期一至六（包括公眾假期）通常為《香港早晨》）、《交易現場》、《深港滬通》、《今日VIP》（已停播）以及下一節目預告顯示。
早期只在每日06:00-09:00的節目時段內以及下一節目預告中於畫面上方顯示天氣及時間資訊列，按畫面左至右顯示天色（若暴雨警告信號生效則改為顯示相關信號）、氣溫、預測最高/最低氣溫（上午11時至下午6時及當時氣溫已是預測最高/最低氣溫時除外）、相對濕度、生效警告及時間。
2003年起，時間的格式由12小時改為24小時。
而2004年11月22日起，因應《香港直播》啟播，開始於節目的下午時段顯示天氣及時間資訊列。而隨後接替同一時段節目的《娛樂直播》及《今日VIP》（首播時，已於2020年1月10日起正式停播）亦有顯示。
2005年起，會短暫顯示西曆日期及農曆日期。同年11月19日起天氣及時間資訊列改為以兩行及於畫面左上方顯示，並加上藍色底色（農曆新年期間改為紅色）。第一行顯示時間、西曆日期、農曆日期及星期，第二行顯示天色、生效警告、氣溫、預測最高/最低氣溫及相對濕度。2013年10月起，下一節目預告的天氣及時間資訊列顯示方式有所更改，第一行顯示當日西曆日期、星期、氣溫、預測最高/最低氣溫及相對濕度，第二行顯示時間、天色、生效警告、下一日的星期、預測最高/最低氣溫及天色；而2014年7月28日起，節目時段內的天氣及時間資訊列顯示方式亦有所更改，改為以一行方式顯示，即是一行過顯示時間、西曆日期、農曆日期及星期、天色、生效警告、氣溫、預測最高/最低氣溫及相對濕度。而2022年7月10日起，一行方式顯示，即是一行過顯示時間/秒數、西曆日期、農曆日期及星期、天色、生效警告、氣溫、預測最高/最低氣溫及相對濕度。
2006年2月起，因應《交易現場》啟播，於節目第一個時段顯示天氣及時間資訊列，而2013年起擴展至全部《交易現場》時段，並改為並排顯示；而2014年11月起播映的《滬港互通》（2016年12月5日起改名為《深港滬通》）亦有顯示。
2020年1月13日起，因應《今日VIP》停播，同時段改為重播週末黃金時段綜藝節目（該安排已於2020年7月20日起取消，同時段改為播放《姊妹淘》（第四輯）），但不再顯示天氣及時間資訊列。

### 新聞跑馬燈
通常有特別消息（如突發新聞／熱帶氣旋及暴雨警告信號／停課消息／電視台信號發射站出現問題／港鐵故障／節目錄影安排變動等）及臨時節目調動，通常會在畫面右方或下方以「藍色bar」滾動顯示相關消息，畫面左方或上方亦罕有出現。（如節目名帶英文則偏向使用下方橫向跑馬）
在香港中學會考未廢除前，亦會於放榜日當日於畫面上方滾動顯示各區中六剩餘學位。而2019年反送中運動及次年2019冠状病毒病疫情期間，翡翠台罕有地較少播出額外《特別新聞報道》跟進突發消息，而是透過「藍色bar」畫面右方以文字顯示最新情況及呼籲觀眾可以轉往無綫新聞台收看最新情況。
2023年，「藍色bar」改為與全新頻道包裝相統一的「灰色bar」。同年10月又改為「灰藍色bar」。
而新聞跑馬燈方面，由2003年起當八號或以上熱帶氣旋警告信號生效時，或有重大新聞（如伊拉克戰爭），會在新聞時段及《風暴消息》於畫面下方顯示新聞跑馬燈，讓市民得知最新消息。但2007年起只限《香港早晨》及《風暴消息》內顯示；2011年起更只限《香港早晨》內顯示。2013年8月中起，相關最新消息不會透過新聞跑馬燈顯示，改為透過翡翠台平日告知節目調動及其他資訊的「藍色bar」在字幕下方顯示，此項安排亦擴闊至三號或以上熱帶氣旋警告信號生效期間。
2006年起，因應《交易現場》啟播，於節目內分兩行於下方顯示主要指數、股票最新報價以及財經新聞；2014年起取消顯示財經新聞，改為兩行均顯示主要指數及股票最新報價，亦在右下方顯示兩項貨幣匯率或焦點股票最新報價。
2014年3月31日起《香港早晨》增設常規的新聞跑馬燈。若有特別消息及節目調動會透過「藍色bar」畫面左方顯示。
而立法會換屆選舉及區議會一般選舉投票日翌日，會於畫面下方設置新聞跑馬燈，顯示各候選人票數，就立法會選舉亦會於畫面上方顯示各候選人肖像及得票數目。在美國總統選舉及2020年或之前的中華民國總統選舉开票的时候，亦會於畫面上方顯示各候選人肖像及票數（美國總統選舉只顯示預計得到的選舉人團票數；中華民國總統選舉則顯示普選票得票數目），若候選人當選會特別以紅色註明「當選」。

## 與其他電視台頻道及節目的聯繫

### 模擬翡翠台與數碼翡翠台
翡翠台現有的模擬頻道與2007年新增的數碼信號的節目播放內容一致，兩者皆為無線廣播。於2007年11月26日底，翡翠台開始試驗以香港數碼地面電視廣播與傳統模擬地面電視廣播訊號，進行同步廣播，並在2007年12月31日正式開始以數碼及模擬訊號同步廣播翡翠台，並以81為數碼頻道號碼。數碼廣播的翡翠台內容與模擬廣播的一樣，區別以16:9高清與4:3標清輸出；除新聞及港台節目外，數碼廣播的字幕亦可選擇顯示繁體中文、簡體中文或英文字幕（暫時只有黃金時段劇集以及少量非戲劇節目提供英文字幕），也可選擇關閉字幕，而模擬廣播訊號則固定顯示繁體中文字幕，無法關閉。

### 《香港早晨》
現時無綫電視新聞及資訊部製作的新聞資訊節目《香港早晨》在本頻道播出外，亦同時仍維持一直與无线新聞台聯播；除特別註明外，本節目皆以16:9高清格式製作。數碼訊號的翡翠台、無綫新聞台都會提供高清畫面，而已停播的模擬訊號翡翠台只會提供傳統的4:3標清畫面。

### 高清翡翠台
2007年12月31日至2016年2月21日，翡翠台與高清翡翠台於每日黃金時段及少部分非黃金時段會同步廣播，同步播放劇集、新聞、綜藝及其他節目，全日同步廣播時間不少於3.5小時。2014年6月前，高畫質製作節目的畫面右下方會顯示「hd」標誌。而數位廣播初期，翡翠台亦有少部分節目顯示「hd」標誌，但高清翡翠台未有播出。
就同步廣播的頻道定位而言，翡翠台定位為主頻道，而高清翡翠台則定位為副頻道，故實際上高清翡翠台所播放的皆為翡翠台預定播放的內容（包括翡翠台的商業廣告），這亦可解釋為何只有高清翡翠台播出同步/分途廣播提示，而翡翠台沒有相關提示（註：其後翡翠台於2013年1月28日起加入有關提示）。
不過，翡翠台與高清翡翠台有時播放同一節目時，翡翠台會播出簡短版節目，而高清翡翠台卻播放足本版。例如體育賽事翡翠台只播上半部分，這令沒有使用數位機上盒的觀眾無法完全收看節目，因而有觀眾相當反感這種誘導轉台的做法。
高清翡翠台已於2016年2月22日起易名為J5（其後於2017年8月15日起易名為無綫財經台，於2018年1月20日起易名為無綫財經·資訊台，再於2022年9月5日易名為無綫財經 體育 資訊台，及於2024年4月22日與J2合併為TVB Plus），成為一條財富及知識並重的全新頻道，並且主力播放財經及樓盤節目、外購紀錄片及資訊節目（J5曾播放外購劇集、電影及綜藝節目，惟有關時段已於2017年5月8日開始被取消），所以亦從當日起翡翠台與高清翡翠台會完全分途廣播，旨在為觀眾提供更多元化的節目選擇。

### 無綫財經 體育 資訊台
若無綫財經 體育 資訊台需直播賽馬或體育賽事且與日間財經節目播放時間有衝突，部分財經節目會改於翡翠台播出，而財經 體育 資訊台的海外版本相應時段改為暫時轉播TVB Anywhere翡翠台。

### 港台電視31
2014年1月13日起，隨著港台電視31啟播，於黃金時段聯播本港台及翡翠台播映的港台節目，另外亦有與翡翠台聯播星期日中午直播的《城市論壇》。不過2015年9月中起港台電視31取消與翡翠台黃金時段聯播安排（但仍有與本港台聯播直至2016年4月1日亞視免費電視牌照屆滿），而《城市論壇》仍聯播直至2016年9月起結束。

### 翡翠台（馬來西亞版）
大馬版TVB翡翠台於2016年5月1日於馬來西亞Astro開播。此頻道主要播放香港TVB翡翠台同日播放的新聞和黃金時段節目和於翡翠台同日播放的其他節目。此版本宣稱有約50%的節目的節目與香港翡翠台同步。除此之外，大馬版TVB翡翠台也播放TVB在馬來西亞製作的節目，和針對為大馬觀眾搜購的電影及音樂會等特備節目 。大馬版TVB翡翠台除了部分黃金時段節目之外，其餘時間不會與香港版翡翠台同步。同時，大馬版TVB翡翠台的部份節目也於Astro華麗台和Astro AOD同步播出，當中更有節目是於同日或稍後時段播映。與Astro華麗台不同，大馬版翡翠台為翡翠娱乐配套（2020年4月5日起停止配套服务）的頻道，至尊配套，Super Pack 3，Super Pack Plus 3或Super Pack Plus 4用戶須額外收費。
2018年9月1日起，東南亞版本翡翠衛星台全新改版，並更名為翡翠台。與大馬版翡翠台一样，同步播出港版翡翠台電視劇集。全天候24小時播放港版連續劇、綜藝節目、新聞資訊節目、兒童節目，與無綫翡翠台一致。
從2020年4月1日起，馬來西亞Astro頻道編號全新編排，翡翠台（東南亞）和Astro華麗台HD合併，而頻道號碼也會從原有的326頻道改成310頻道。並且也會播馬來西亞與TVB合作的製作節目，部分節目Astro華麗台會遷移至此頻道。本頻道也會從當天起提升至24小時播放。
大马版翡翠台会播映马来西亚原创综艺节目，例如会播放Astro華麗台的原创节目的《肥妈新年新煮意》及《玄来过新年》，另外港版翡翠台所播映中国外购剧与大马版翡翠台所播映中国外购剧大多数与众不同。

## 香港收視率
| 年份 | 平均收視率* | 收視百分比** | 觀眾人數 |
| ---- | ----------- | ------------ | -------- |
| 2006 |             | 85%          |          |
| 2007 |             | 84%          |          |
| 2008 |             | 85%          |          |
| 2009 |             |              |          |
| 2010 | 25          | 86%          | 159.4萬  |
| 2011 | 24          | 87%          | 153.3萬  |
| 2012 | 25          | 94%          | 160.2萬  |
| 2013 | 23          |              | 147.7萬  |
| 2014 | 22          | 69%          | 142.9萬  |
| 2015 | 22          | 69%          | 142.2萬  |
| 2016 | 21          | 69%          | 136.3萬  |
| 2017 | 20.0        | 67%          | 130.0萬  |
| 2018 | 20.1        | 68%          | 131.7萬  |
| 2019 | 19.5        | 66%          | 127.6萬  |
| 2020 | 26.4        | 83%          | 170.3萬  |
| 2021 |             |              |          |

*以平日黄金时段计算，2010-2013年翡翠台、高清翡翠台合并计算
**2014年前为免费中文电视频道百分比，2014年后为所有电视频道总百分比

## 外地版本

### 廣東省
出於改革開放及統戰需要，翡翠台在1990年代已進入廣東有線電視網絡，並於2004年9月正式獲得在廣東省的合法落地播放權。在亞洲電視本港台停止廣播後，翡翠台一度成為唯一能在廣東省內合法播放的境外粵語電視頻道，直至2023年下旬澳廣視澳視澳門落地廣東省為止。

#### 原版
原版即直接接收香港發射信號之方式，1980年代開始，珠三角居民都會安裝俗稱「魚骨天線」的天線裝置來接收香港方面的原版信號，但1990年代因政府干擾及強拆私人的天線後，基本上相距香港逾100公里外的廣東城市都無法使用無線接收。自從數碼廣播訊號在2007年12月31日正式在香港發射後，由於沒有「鬼影」同「雪花」，而且接收難度降低不少，所以珠三角居民為了收看數碼電視而使用數碼廣播接收器。
由於數碼信號發射站功率和發射方向與模擬信號發射設備不完全相同，所以數碼翡翠台在香港以外接收較模擬信號容易，而覆蓋區域亦較廣。覆蓋地區（穩定接收）包括深圳，東莞西部海岸，惠州西南部及惠陽區，廣州經濟技術開發區、番禺區祈福新邨以南地區、海珠區（高層）、南沙区，佛山順德區大部分地區，江門部分地區，中山除五桂山及其以西的所有地區（包括石岐城區，頻率650），珠海，台山四九鎮、水步鎮，新会、斗門以及澳門外。以上大部分地區使用三米魚骨天線加放大器及解碼器便可收視。但當中只有深圳市內的深圳特區和龍崗區（只限大鵬半島以南地區）才可以直接地接收香港發出的電視信號（具體接收情況要看具體地理位置），而目前由於大陸的地面電視訊號發射工程，與香港同頻率的情況開始出現，接受的難度也因此有增加。

#### 广东翡翠台
由廣東廣電網絡接收香港原版信號後經過「不良信息過濾」後再分發予各地市廣電網絡，當節目涉及政治敏感信息或色情、血腥、暴力場面，則會即時被中斷，插播預先錄製的香港政府宣傳片或「信號傳輸故障」畫面，若持續時間較長，整個節目時段以無綫電視過往播映的某集綜藝資訊節目全程覆蓋，在全國哀悼日等特殊日子，則整個頻道被暫停轉播。各地在轉播省網信號時，也經常出現在畫面中添加本地資訊列字幕，插播本地宣傳片、商業廣告、新聞資訊節目等情況。
在廣東的有線電視（廣東有線、廣州有線等），香港電視被插播廣告的曾經非常嚴重。有線電視用本地廣告覆蓋翡翠台廣告，導致許多節目的片頭、廣告過場畫面和片尾被覆蓋，常常都不能看到電視劇的預告以及短片的開端，如《霎時感動》、《天氣報告》。在某些因政策或資金問題而不能自立頻道的市或縣，也會在黃金時段佔用翡翠台的頻道播放當地的新聞，有时也会在凌晨无人监控时进行插播，此情況於2020年1月1日起因上級通知已不復存在；另外，在《香港早晨》时段，如果出現敏感内容，廣東有線会以蓝色彩条遮擋下方的跑马灯字幕以屏蔽。
廣州播放方面，廣東有線和廣州有線會把翡翠台當成副台，主要目的是插播廣告，另外也會不時插入自己所屬頻道的資訊。在播放一些政治敏感話題或字眼時，會被省線和市線用預先錄製的香港政府宣傳片覆蓋封鎖，如果是整個節目都是有關敏感話題的話（或者這個節目是內地已被封殺的影視劇），就會被插播以2006年的某集《無間音樂》或是2009年的節目《蔡瀾品味》的第一集全程覆蓋；在改為轉播數碼標清訊號前多是2012年的某集《食得峰騷》、2011年的某集《大廚出馬》或是2012年的《澳門足跡》的第一集全程覆蓋；而改為數字標清轉播後，則以2017年重播時的某集《覓食台北》、重播的第一集《阿媽教落食平D》、《吾淑吾食澳洲篇》、《在森林和原野》等節目；改為高清轉播後，則改為以《無窮之路》、《澳門之味》、《尋人記》等節目作為全程覆蓋。通常每年都是《新聞透視》、《星期日檔案》、《鏗鏘集》、《議事論事》、《頭條新聞》（已停播）等敏感题材節目，以及《新造电视》、《权能时间》、《恩雨之声》、《地球大神秘》涉及宗教节目都會受到封鎖甚至全程封鎖（包括節目預告）。而廣東有線會在後來回看的節目表上將原本的節目修改為用來全程覆蓋的節目；在電視劇結束顯示片尾字幕的時候，會插入自己的廣告，在該廣告播放完畢後亦會顯示字幕的後半部分和下集預告（有時甚至完全屏蔽，令觀眾無法欣賞下集預告，而到2018年只剩下廣州有線依然如此）；曾經有時週末半夜播放電影的時候，中途插播廣告。像《宣傳易》那種廣告節目在內地基本上看不到，一直以來，插播廣告完全屏蔽《宣傳易》那種廣告節目（從《宣傳易》的上一個節目播完之後開始插播廣告連續屏蔽，直到《宣傳易》的下一個節目開始播放時解除插播廣告屏蔽）。在統一改為廣東省網處理前，深圳天威有线则会以很久以前錄製的電視片《今日香港》屏蔽敏感内容，到2016年的用途是用來插播省線商業廣告，直到在2019年1月1日起，與廣東省線一併取消插播任何廣告。
2008年全國哀悼日中，根據國家要求，在哀悼的節日里，所有在內地合法放送的境外電視台（中文台的鳳凰衛視、澳亞衛視也一樣）的娛樂相關節目將要受到屏蔽，所以廣東有線的翡翠台和明珠台禁止除新聞外所有節目和廣告的播放，並改轉播CCTV-1節目，廣州有線則打出靜態字幕，江門有線使用預先錄製后屏蔽鳳凰衛視用的迎客松靜態圖屏蔽。2010年全國哀悼日中，則顯示藍色畫面，提示「因全國哀悼日，不播放任何節目和廣告」，深圳有線則自己顯示黑色畫面表示哀悼，但使用數碼廣播收看的則不受影響。
2009年6月12日前，市線和省線都是使用獨立的信號源。由於有線電視審查境外電視只有大約30秒的判斷時間，容易造成誤判或漏判。廣州有線於同年6月某天因漏屏蔽了數十秒翡翠台《六點半新聞報道》六四片段，導致部分編輯被停職或處罰，而廣州有線等其他有線也因此失去了獨立接收香港電視的權利。為此廣電總局規定從6月12日凌晨起，廣東省轉播的境外電視頻道必須採用廣東省有線電視作為信號源。從此廣州有線的境外電視頻道畫質一直惡劣，延遲一度達到2分15秒，台徽三基色中的紅色經常變成黑白，這是有線電視先經省線再經市線轉播時，雙重延時插播的信號損失及廣東有線的老舊轉播設備所致。如果市線原有的廣告播完，省線正在播省線的廣告或香港的廣告時，廣州市線便會插播市線自行製作的節目宣傳片、公益廣告或覆蓋自行錄制的2004年香港政府宣傳片。為了阻擋省線廣告，市線的廣告時間因此更長。此舉亦令部分廣東省市民不滿，因插播廣告有時令觀眾錯過了節目/劇集某一部分的開頭，有時甚至連劇集主題曲亦因插播廣告被屏蔽（即插播本地廣告再轉回翡翠台信號時節目/劇集已經開始播映了一段時間），而目前插播的情況有改善。廣東有線兩個香港台的延遲在16年時也已經被縮減到25秒左右，而部分地方亦開始準確地互換信號，即出完節目預告後即插播本地廣告，然後播出台徽動畫前能準確地返回（但有時插播長達幾分鐘的廣告時仍會導致超時）。不過部分地方有線會自己添加延遲，例如番禺至今仍有延遲2分鐘以上。（2020年2月起廣州有線同步省線信號後延遲降低，但仍然接近1分半鐘）
不过，在廣東省内部分市縣使用廣東廣電網絡的回看功能來收看翡翠台节目则是省網的原裝广告（除中山网和雷州有线）。但回看功能裏面的標清頻道在2017年3月17日前後的時候被廣東省網强行處理為25幀，畫質稍微遜於直播（畫面特別是台標會出現鋸齒）（深圳天威有線除外）。
2017年3月24日上午10:30起，廣東有線將轉播翡翠台的信號源由模擬版（4:3）正式改為数码标清版（16:9）。這是香港地區數碼信號廣播開播九年後，廣東地區首次可正常合法的觀看直播的數碼版翡翠台。不過受廣電總局條例和設備限制，只能轉播數碼版的標清制式（16:9/576i，但由於各地市的轉播機器參數不一，為免出現畫面錯誤，所以廣東有線就默認將傳送出來的畫面由原本的16:9畫面比例收窄成了4:3畫面比例。），但對比起原本模擬版本的畫質仍然有很大提升，但是部分地區由於技術限制則依然保持模擬畫質。而廣東省網將原本的外置音軌和字幕都轉碼為内置的粤语聲道（一音軌）和繁体中文字幕，而一開始原本的立體聲也被廣東有線變為單聲道混音（採用立體聲中的左聲道來混音），2019年3月開始忽然改為立體聲廣播，但後來在2019年5月卻又取消立體聲廣播變回單聲道，其後都是任意隨機時間出現立體聲，在2020年2月5日廣東有線U點、U互動回看及谷豆App的翡翠台則又添加立體聲，而直播版本依然在隨機時間出現。
部分有線畫質差方面：廣州有線翡翠台畫質差的問題在廣州電視台搬到廣州國際媒體港新址的時候（2018年2月10日）將其改為數碼廣播后得以解決（廣東有線此前也已經換成轉播數碼版本翡翠台，但廣州有線一直使用舊的模擬轉播機器，所以導致畫質很差）。由於廣州有線標清頻道的碼率低，所以畫面劇烈運動時會嚴重起格。2020年2月起，由於廣州有線關閉自己的插播機器，因此左側的黑邊消失，畫質亦有大幅改善，同時延遲與省線一致。而廣州地區的白雲有線則至今還使用模擬轉播（現均已改成數碼轉播）。番禺有線則於2019年5月17日起將翡翠台改為數碼轉播，畫面上的彩虹干擾現象已經徹底消失，但畫面底部的模糊現象依然存在，並且畫面依然為25幀及仍然插播廣告（2020年1月1日起停止插播），此後曾經一段時間畫質與廣州有線同步，但在2019冠状病毒病疫情期間畫面底部的模糊現象再次出現（於2020年8月5日起取消插播，畫面底部模糊現象也同時消失），並且畫面依然為25幀及不定時出現疫情消息。深圳有線在廣州有線改為數碼轉播後不久也改成了數碼轉播，畫質大幅度提升，但那時深圳有線的廣告插播依然為以前的舊片段（2019年1月1日起同步廣東有線取消所有插播廣告）。珠海有線則在19年的3月21日開始改成數碼轉播，與前面廣州有線不同的是，珠海有線是直接轉播廣東有線源碼，所以畫質和廣州地區廣東省網一致，亦一樣隨著省網擁有立體聲，廣東有線在2020年6月於翡翠台、明珠台再次取消立體聲廣播又改成單聲道播出（廣州有線的珠江寬頻網上直播信號的翡翠台不受影響，但明珠台已經變成單聲道）。
2019年1月1日2:00起至2019年12月10日上午6:55，廣東有線、廣州有線（不包括番禺區、白雲區有線）、深圳天威視訊及珠海有線暫停在翡翠台全部時段插播任何商業廣告（港台電視節目、自製政治內容等由省廣電集中審查並屏蔽的節目除外，仍然插播公益廣告或預先錄制的偽節目），但四市下轄的縣區級、其他地市級及縣級網依然照常插播。對此，有用戶通過公眾咨詢渠道咨詢廣東省廣播電視局，得到的回應是「關於廣東有線的翡翠台、明珠台不再插播商業廣告，主要是涉及節目著作權和經營合作問題。當前珠三角播出機構正在和香港無線進行合作經營磋商談判，在新的合作經營方式沒定之前，暫時以停止插播商業廣告作為過渡方案。後續是否不再進行插播，視後續合作經營模式確定。”
2019年12月10日06:58至2019年12月27日12:45，广东有线恢复在翡翠台的广告时段內插播商业广告，每一节插播1-5分钟左右，而上述下級市屬有線未做任何插播處理。之後於2019年12月27日13:20至2019年12月31日23:55，廣東有線再次暫停插播翡翠台的任何商業廣告。
2020年1月1日00:05起，廣東有線恢復插播翡翠台的所有商業廣告，同時下屬的市級、區級有線均取消插播廣告及自家新聞，之後於2020年1月22日中午起至2月21日18:10，廣東有線再次暫停插播翡翠台的任何商業廣告。
2020年2月21日18:23起，廣東有線再次恢復插播翡翠台的所有商業廣告。曾經於2020年3月16日至4月29日，廣東有線在所有劇集時段暫停插播商業廣告，而其他時段仍然插播商業廣告。
2020年4月4日，為悼念因2019冠狀病毒病而逝世的患者及醫護人員，廣東有線當日由上午6時至午夜12時暫時屏蔽翡翠台播放的自製宣傳廣告（除了抗疫歌曲之外）、商業廣告、《宣傳易》、重播綜藝節目《殘酷一叮》、《超級勁歌推介》以及劇集《愛·回家之開心速遞》。而深圳天威的翡翠台當日由凌晨開始至午夜12時改為轉播CCTV-1節目（僅限直播信號，回放信號則為省網翡翠台內容）。
2020年4月30日起，廣東有線恢復插播翡翠台所有時段的商業廣告（除部分特定時段及凌晨不插播）。
截至目前為止，中國內地所轉播的翡翠台仍會間中插播商業廣告（插播期間畫面右上角會加上「广告」兩字），有些插播的商業廣告為粵語旁白配以簡體中文字幕。而在節目播放期間，畫面右下角亦會間中顯示不同中國公司旗下產品的標誌。
2021年10月11日起，廣東有線開始使用翡翠台和明珠台的高清數碼版本信號源。相較於香港地面版信號，廣東有線高清版翡翠台碼率較低，因此畫質較原版稍差；雖然有線高清、標清版本同時增加了立體聲，但音質亦相比起原版較差；插播的現象亦依然繼續存在。2021年10月13日起，廣州廣電甜果時光上架翡翠台和明珠台的高清訊號；2021年11月16日起，深圳天威視訊上架翡翠台和明珠台的高清訊號（其回放服务于2024年7月因無綫子公司投诉侵权后终止），至此全省大多數地方都能收看到高清版本。
2022年11月30日至12月6日，為配合悼念江澤民，廣東有線暫時屏蔽綜藝節目《45日環遊日本》、《歡樂滿東華》、《超級勁歌推介》、《無間音樂》、《勁歌金曲》、《開心無敵獎門人》、《中年好聲音》，重播綜藝節目《快樂聯盟》以及劇集《愛·回家之開心速遞》。而12月6日當日由上午6時至午夜12時暫時屏蔽翡翠台播放的自製宣傳廣告（除了《齊來學習二十大》之外）、商業廣告、《宣傳易》。
从2023年7月1日起，廣東有線将广东省广告权转交给翡翠東方代理，由翡翠东方委托广东有线插播广告。當中曾在2024年2月將插播廣告的時長由3分鐘縮減至1分半鐘，其後在同年2月29日至12月31日期間，以插播公益廣告的形式屏蔽所有香港原版廣告。2024年12月27日起，无线向广东有线提供带有广东省广告业务的訊號，并于2025年1月1日起直接经营广东省内的广告业务。

### 海外

#### 美國
翡翠台海外版本在洛杉磯有線電視和三藩市有線電視播放，以廣東話轉播。除了全日轉播香港、美國和國際新聞外，另有當地南加州、北加州新聞和社區消息。資訊性節目包括財經報導和時事清談節目。另有劇集、娛樂新聞、兒童節目、音樂節目、生活資訊、旅遊節目等。外購節目方面，因受節目版權所限，除翡翠台於黃金時間播放的中國大陸電視劇外，大多數無綫電視外購節目均不會在海外版本播放。除了劇集之外，多數節目是當天香港翡翠台播放的。洛杉磯翡翠台還播放少數廣東珠江台的節目。美國其他地區可透過衛星電視收看。衛星電視有翡翠1台（適用美東時間）及翡翠2台（美西時間）。節目與地方性的有線電視相似，但少了地方資訊節目。除一二台外，衛星台在美國還有TVB HD、TVB8、TVBe、明珠台及TVB Drama，其中TVBe提供香港J2及無綫收費電視的節目。

#### 歐洲
無綫翡翠台（歐洲）本來取名「無綫衛星台」，2008年3月31日起，無綫衛星台推出多頻道廣播，原本的綜合頻道改名無綫翡翠台（歐洲），與香港同步播出最新無綫電視劇集，並播放其他遊戲節目和歐洲新聞，也提供本土華人活動資訊。
2014年無綫衛星台結束營運，翡翠台（歐洲）繼續於TVB Anywhere播放。

#### 東南亞
翡翠台（新加坡）前身為翡翠衛星台（東南亞版本）。 翡翠衛星台，於2000年7月3日啟播，每日24小時播放節目。其後，在東南亞有操粵語的人群需要增加東南亞版本，並與香港同步播出最新無綫電視劇集。

### 普通話翡翠台
2018年3月19日至2018年8月31日，普通話翡翠台在TVB Anywhere開始廣播，以24小時普通話廣播，內容包括新聞資訊，普通話配音的港劇，綜合娛樂，旅遊節目及美食節目等。該台已於2018年9月1日零時停播。

## 網上收看

### myTV及myTV SUPER
myTV是電視廣播有限公司旗下電視廣播互聯網有限公司，即「TVB.COM」，於2008年11月成立的互聯網電視平台，讓觀眾可以隨時隨地透過互聯網「足本重溫」部分已播出的無綫電視節目，並以「劇集」、「綜藝娛樂」、「飲食旅遊」、「生活消閒」、「新聞財經」、「音樂」、「KIDS（兒童節目）」、「資訊」、「其他」分類。
2010年8月2日起，myTV於每日黃金時段提供高清翡翠台的網上直播頻道，同步直播翡翠台黃金時段的部分節目，包括劇集、綜藝節目、新聞等。
2015年5月29日起，myTV直播頻道擴展至翡翠台；但當播映香港電台節目期間（其後已提供直播），以及直播節目中涉及版權問題的片段（沒有取得網上播映權的節目或片段，包括部分商業廣告及宣傳片段），皆不設網上直播，並顯示「因節目版權所限，直播將於稍後恢復」字樣。
2017年4月17日起，myTV正式停止服務，網上直播及節目重溫改為於myTV SUPER「免費區」中提供。
2019年年初開始，myTV SUPER於黃金時段直播的翡翠台或會被切換為另一「分途訊號」（廣告時段和新聞時段除外）。兩者直播的節目相同，但是前者不會顯示偶爾於螢幕頂端出現的天氣資訊或節目名稱、播放片尾字幕時出現的下一節目預告及螢幕左上角的暴雨颱風圖示，且分途訊號中的翡翠台台徽色澤較亮且透明度較低（在新春期間，分途訊號畫面右上角的台徽是顯示平時樣式的台徽，而不是顯示電視版的賀年台徽）。而目前只會在黃金時段播映自製時裝劇集的時候才可能會分途廣播，劇集播映完畢後就切換回電視版訊號，暫未知於黃金時段切換為分途訊號的意義何在。
但當翡翠台播映節目期間（非廣告時段），myTV SUPER或會在節目播映途中顯示「U形牆紙」（流動版則為L形）廣告，以作為廣告商的宣傳配套推廣；而當翡翠台的香港模擬及數碼地面電視頻道播出香港政府宣傳片時，myTV SUPER或會插播自製宣傳或產品廣告（政府宣傳片不可於收費平台播放）。但如果能夠得知廣告影片的來源網址，再在路由器上進行設定加以封鎖，則不會有此情況發生。
2019年12月14日，《流行經典50年》是首個以分途訊號直播的非戲劇節目，固定顯示繁體中文字幕，無法關閉或改為簡體中文字幕。一般情況下，即使使用了分途訊號直播，仍可變更字幕語言及聲道。
與myTV一樣，myTV SUPER直播的翡翠台訊號會較電視版稍有延遲（約30秒至1分鐘，沒有使用3小時回看功能），但可以設定畫質、切換音軌及字幕（字幕是以純文字訊號形式顯示，而不是電視版的透明圖片字幕）。
自2019年12月27日《多功能老婆》播畢後，翡翠台播出的所有劇集暫停使用分途訊號直播。2020年2月起《愛·回家之開心速遞》亦暫停使用分途訊號直播。
2020年4月13日至6月下旬黃金時段播放的時裝劇集恢復使用分途訊號直播（僅限部分集數），7月起再次暫停至今。
2023年6月15日起，翡翠台於981台以測試頻道形式提供4K超高清版本，只提供予myTV Gold智能電視用戶。唯大部份翡翠台節目仍以高清格式製作，故節目以倍線（Upscalling）形式在此測試頻道播出。
2023年8月1日起，翡翠台4K超高清版本移至81台与高清版并存，予myTV freezone用戶免费睇至8月31日。

### TVB Anywhere
TVB Anywhere是電視廣播有限公司一個收費OTT服務平台，2014年4月或2015年2月1日正式在歐洲、澳洲推出，2016年9月15日在全球各地推出，相当于myTV SUPER的海外版，讓觀眾在電視收看翡翠台頻道，以及重溫無綫電視節目。
2022年6月22日，TVB Anywhere与优酷以海外地区首部推出《白色强人II》。